# Minguettes
Les Minguettes sont un quartier de Vénissieux, dans la banlieue sud de Lyon, qui entre dans la catégorie des quartiers prioritaires au titre de la politique de la ville. La ZUP des Minguettes s'ouvre en 1963 sous le mandat de maire de Marcel Houël.
En 2018, le quartier compte près de 22 000 habitants et un taux de pauvreté important. Il s'agit d'un quartier qui héberge une grande population issue de l'immigration africaine, et qui présente une histoire particulière dans le champ des mouvements populaires. C'est en effet dans ce grand ensemble qu'est née en 1983, à l'initiative de Christian Delorme, « La marche pour l'égalité et contre le racisme », marche plus médiatisée sous le nom réducteur de « Marche des Beurs».

## Étymologie
Le nom « Minguettes » provient d'un bourgeois de Lyon, Gallien Minguet, qui y possédait un domaine au XVIIe siècle.

## Géographie

### Situation
Le plateau est constitué de moraine glaciaire du Riss récent. Il domine une plaine constituée par la nappe fluvio-glaciaire du Rhône où se trouve le centre de la ville de Vénissieux.

### Transport
Depuis 2009, le plateau est desservi par la ligne de tramway T4, qui reliait, à son ouverture, la clinique des Portes du Sud (Hôpital Feyzin Vénissieux) à la place Mendès France, offrant une correspondance avec le tramway T2 à la station Jet d'Eau Mendès France et avec le métro D ainsi qu'avec une gare TER de la ligne Lyon Perrache <> St André de Gaz à la station Gare de Vénissieux. Depuis, la ligne de tramway a été prolongée au campus de la Doua à Villeurbanne, en passant notamment par la Part Dieu et on offrant aux habitants des Minguettes une liaison direct et rapide au centre-ville ainsi qu'un grand nombre de correspondances. Aux Minguettes, le T4 dessert les sous quartiers de Monmousseau, Pyramide, Vénissy (Léo-Lagrange), Armstrong, Rotonde, Lénine et Darnaise.
Le quartier est aussi desservi par la ligne de bus C12 qui relie Hôpital Feyzin Vénissieux à la place Bellecour en passant notamment par St Fons et Jean Macé. Aux Minguettes, le C12 dessert les sous quartiers de Monmousseau, la Pyramide et, dans une moindre mesure, la Darnaise. La ligne de bus 60, qui relie Feyzin les Razes à Perrache en passant notamment par St Fons et Stade de Gerland (connexion au métro B), effectue un arrêt dans le quartier, à la Rotonde (Maurice Thorez).
Les lignes de bus 39, qui relie le Parc de Parilly à Solaize en passant par Feyzin et le sud de la Pyramide, et 93, qui relie Hôpital Feyzin Vénissieux au centre commercial Portes des Alpes en passant notamment par St Fons, le nord des Minguettes/Léo Lagrange et Gare de Vénissieux, passent à proximité immédiate du quartier.

## Histoire

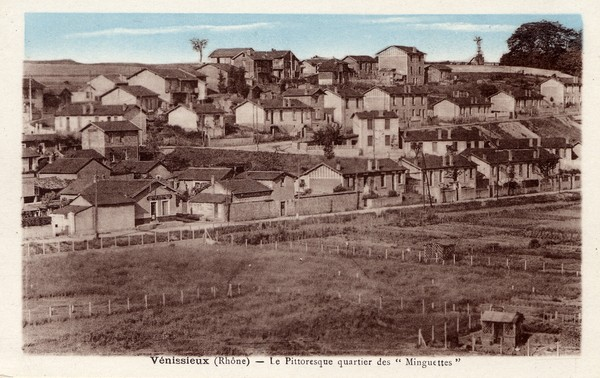
Vue des Minguettes au début du XXe siècle.

### Avant les grandes opérations d'aménagement
Jusqu'à l'urbanisation du plateau, le plateau agricole est couvert de vignes, de fermes isolées et quelques marais.

### Années 1960-1970: la construction du quartier de grands ensembles
De 1965 à 1973, 9 200 logements sont construits dans le cadre d'une zone à urbaniser en priorité (ZUP) de 270 hectares, créée par arrêté du 6 janvier 1960. Les architectes-urbanistes sont Eugène Beaudouin, Bornarel et Frank Grimal. Les habitations à loyer modéré constituent 60 % de l'ensemble. Les 40 % restants sont constitués par des petits pavillons, des appartements en accession à la propriété et des logements sociaux. Des équipements accompagnent l'urbanisation de la plus grande ZUP de France qui accueille 25 000 habitants de 40 nationalités : quatre centres sociaux, un hôpital, des lieux de cultes et des établissements scolaires.
Dès la fin de la construction, on reconnait l'échec de cette opération d'urbanisme et du projet de modernité attaché à la construction des grands ensembles.

### Années 1980: un quartier emblématique des difficultés des banlieues françaises

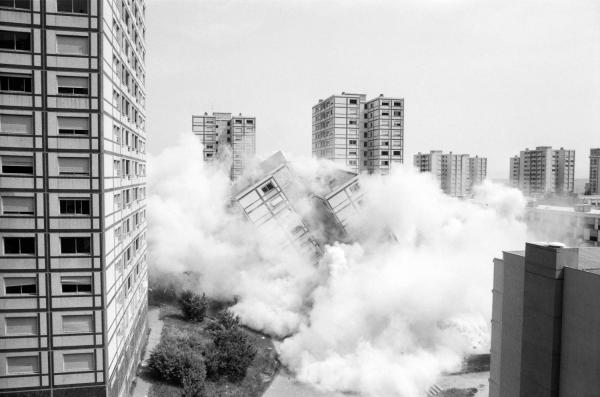
Démolition de la toute première tour des Minguettes le 9 juin 1983.

En 1981, pendant la nuit du 8 au 9 juillet 1981, puis de manière ponctuelle jusqu'à la fin du mois, le quartier est le lieu d'affrontements entre les forces de polices et des groupes du quartier, remarquables par l'apparition du phénomène des voitures brûlées. Des jeunes manifestent leur infortune et leur désespoir, qui plongent leurs racines dans le désœuvrement inhérent au chômage, par quelques violences : vols de voitures, rodéos, cambriolages dans les appartements et saccage des commerces du quartier. Ces émeutes connaissent la première couverture médiatique de grande ampleur qui découvre ce qu'elle appelle avec euphémisme le « malaise des banlieues ». Gaston Defferre, ministre de l'intérieur, préconise une réponse policière ferme pour répondre à ces émeutes urbaines qui sont directement à l'origine des premières mesures de ce qui allait devenir la politique de la ville et du rapport Dubedout en 1983.
En 1983, à la suite d'émeutes répondant à des violences policières, Toumi Djaïda (jeune président de l'association SOS Avenir Minguettes, blessé par un policier) et le père Christian Delorme (le « curé des Minguettes ») ont l’idée d’une « longue marche » (« La marche pour l'égalité et contre le racisme » rebaptisée « Marche des beurs »), inspirée de Gandhi et Martin Luther King, qui draina 100 000 personnes à Paris le 3 décembre 1983 et dont une délégation fut reçue à l'Élysée. Ce mouvement sera récupéré peu après par le Parti socialiste (PS) qui lance en 1984 l'association SOS Racisme avec Harlem Désir et Julien Dray (réduisant ainsi la portée du message politique de la marche). Cette marche donnera également naissance au Mouvement de l'immigration et des banlieues (MIB, issu notamment des émeutes du début des années 1990, du Comité contre la double peine, et de Convergence).

### Années 1990 à nos jours: l'opération de rénovation urbaine

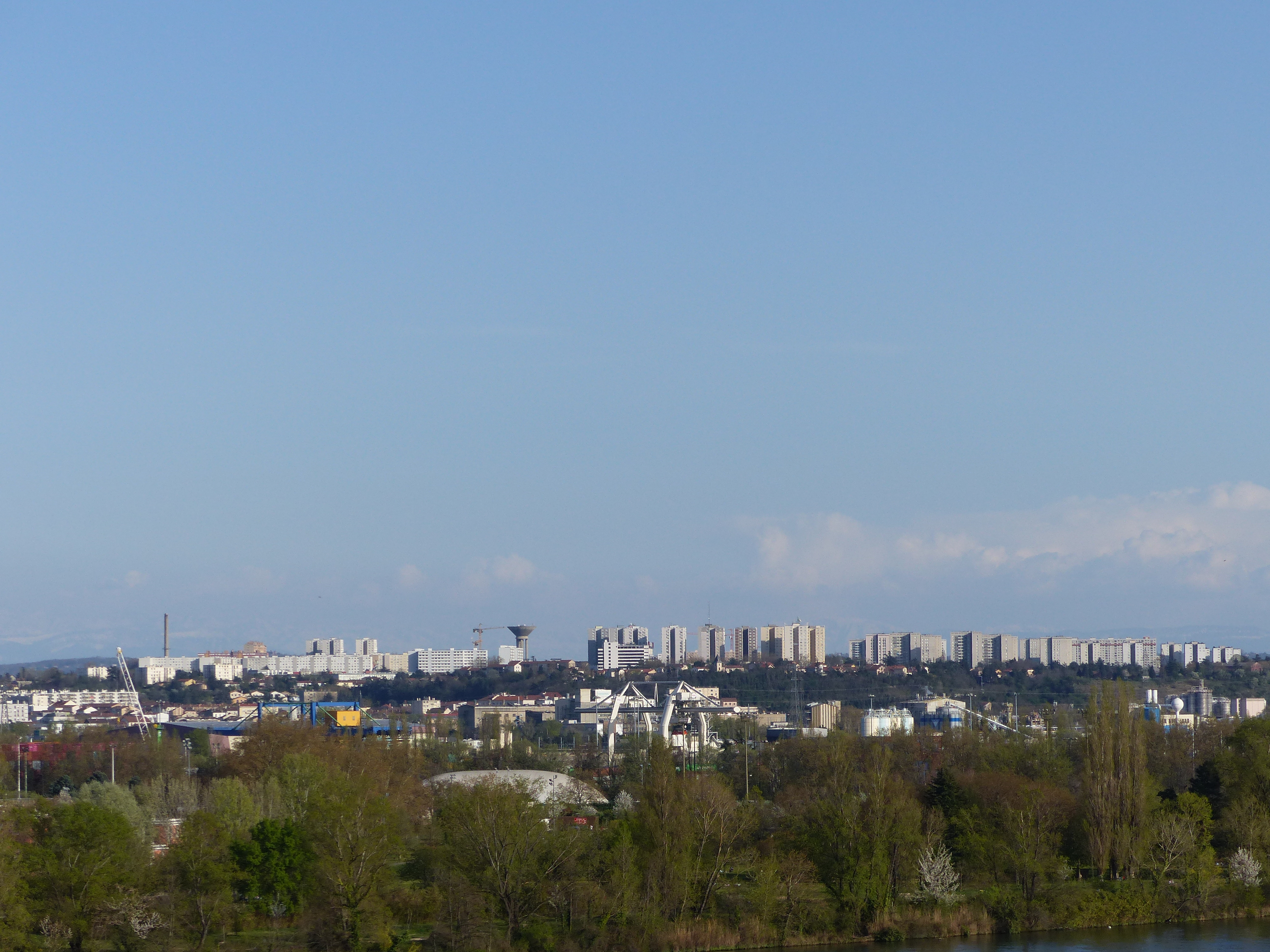
Vue d'ensemble de la cité des Minguettes en 2020

Prenant acte des difficultés des territoires urbains périphériques dont les Minguettes sont un cas emblématiques, l'État élabore une nouvelle approche urbanistique pour ces quartiers : la politique de la ville. Les Minguettes en sont un objectif prioritaire. La rénovation urbaine en est l'un des premiers outils. Elle consiste à détruire une partie des grands bâtiments existants pour diminuer la densité de peuplement et améliorer la qualité architecturale des nouvelles constructions, de taille plus réduite et souvent aux normes HQE. Ainsi, le quartier des Minguettes a été remodelé par la destruction d'une vingtaine de tours depuis 1984[source insuffisante]. En août 2007, la dernière des tours du quartier Armstrong est détruite. Les démolitions continuent jusqu'en 2021, avec la destruction à l'explosif des 115 mètres de la barre Monmousseau le 2 avril en vue d'ouvrir le quartier vers le centre-ville et de réaménager la place du marché.
Depuis avril 2009, la ligne 4 du tramway de Lyon permet de relier le plateau des Minguettes au 8e arrondissement de Lyon, place Mendès-France. Il va actuellement jusqu'à l'arrêt Gaston Berger, au cœur du campus universitaire de la Doua.
Une trentaine de bâtiments ont été détruits en partie, dans la cité des minguette, depuis sa création, dans les années 1960. 
En août 2025, Une explosion a lieu, dans la cité des Minguettes, à la suite d’une fuite de gaz, dans un immeuble de sept étages, fesant 1 mort, et plusieurs blessés.

## Démographie - sociologie

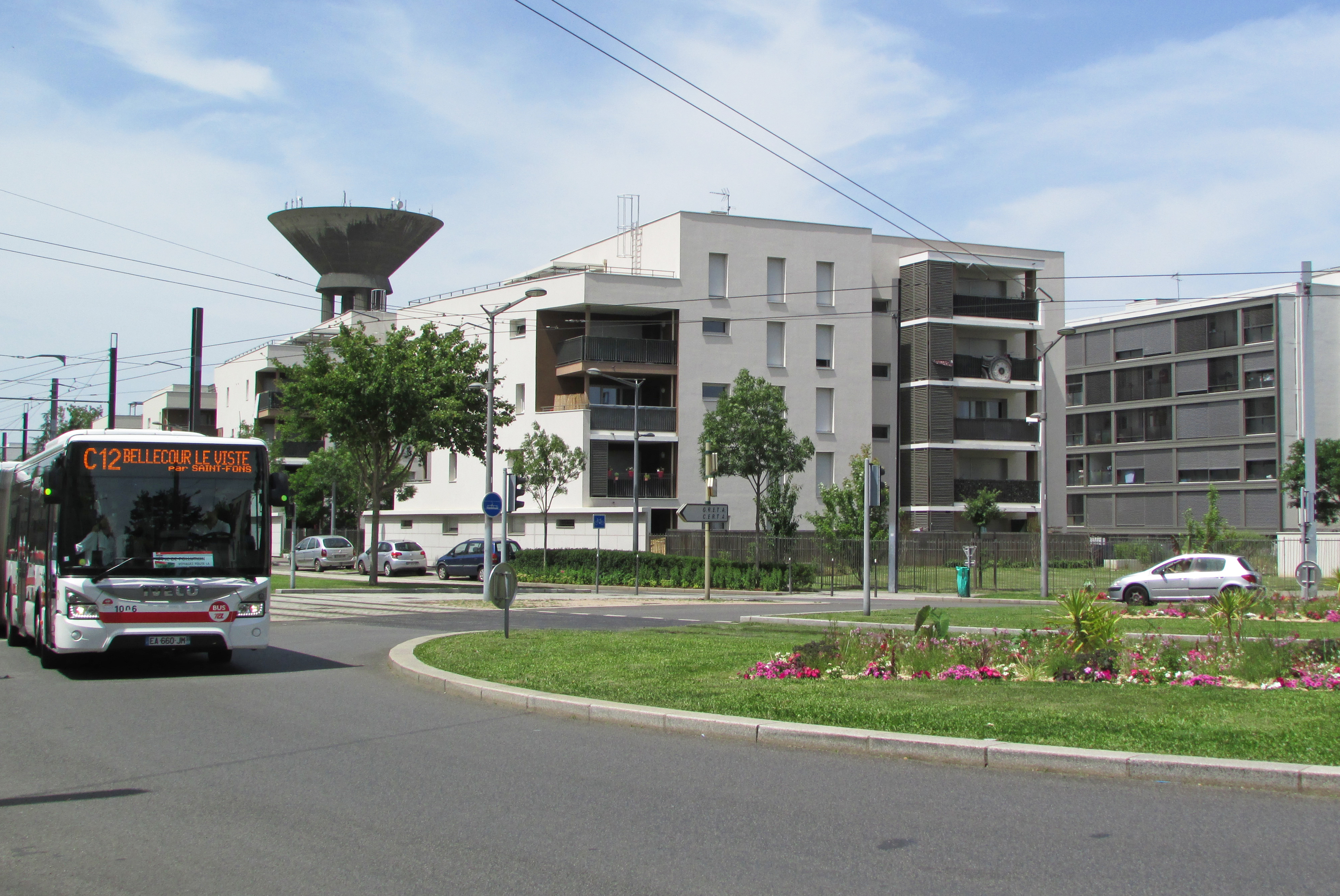
Le plateau des Minguettes.

Entre 1990 et 1999, le quartier perd plus de 2 000 habitants[source insuffisante]. En 2018, le quartier prioritaire « Minguettes-Clochettes » abrite 22 294 habitants. 44 % de la population est âgée de moins de 25 ans, et 18,5 % des foyers sont des familles monoparentales et 19 % des couples avec trois enfants ou plus. 
Le taux de pauvreté s'affiche à 51 %, contre un taux moyen de 43,5 % pour les quartiers prioritaires et de 14,8 % pour la moyenne nationale. Les revenus médians des ménages par unité de consommation atteint 1 080 euros par mois en 2018, contre 1 350 pour la commune de Vénissieux et 1 870 pour la métropole de Lyon.

## Sport et culture
En 1984, les Minguettes ont servi de décor au quartier des Glycines dans le film de Jean-Loup Hubert, La Smala.
Le quartier abrite un club de football, l'AS Minguettes Vénissieux où ont été formés Luis Fernandez et Amel Majri. Le club évolue en CFA2.

## Culte
L'église de l’Épiphanie de la paroisse Saint-Philippe de Vénissieux assure le culte catholique. À noter, sa chapelle de semaine originale créée par les architectes Franck Grimal, Daniel Genevois, Roger Mermet et Marcel Sabatier.

## Bande dessinée
- Jeu d'ombres, éditions Glénat - scénario : Loulou Dédola - dessin et couleur : Merwan Chabane
  - Tome 1 :Gazi ! parue en 2016  (ISBN 978-2-33102-436-8)
  - Tome 2 : Ni ange ni maudit parue en 2017  (ISBN 9782331025648)